# Jelena Osipovová
Jelena Vladimirovna Osipovová (rusky Елена Владимировна Осипова; 11. listopadu 1927, Moskva, Sovětský svaz – 26. října 2018) byla ruská socioložka a filosofka.:s.355

## Životopis
V roce 1950 ukončila svá studia na Filosofické fakultě Moskevské státní univerzity, kde v roce 1954 získala titul Kandidát věd. V roce 1979 jí byla udělena vědecká hodnost doktora věd. V roce 1995 se stala řádným členem Ruské akademie společenských věd. Poté působila jako vedoucí vědecká pracovnice ve Filosofickém ústavu RAV.

## Publikace
Knihy
- «Философия польского просвещения». М.1975
- «Социология Э. Дюркгейма». М.1978
- Социология Эмиля Дюркгейма (учебное пособие для вузов) СПб, 2001
- Социология Вильфредо Парето: политический аспект. СПб, 2004
- «Патриархи социологии», Гриф ИСПИ РАН, 2011, 470 с., 30 п.л. ISBN 978-5-7556-0449-9
- «Социальная структура современного российского общества»,. Гриф ИФ РАН, 2014, 76 с., 4, 75 п.л. ISBN 978-5-7556-0514-4
- «Патриархи социологии» (второе издание) Гриф ИФ РАН, 2015, 474с., 31п.л. ISBN 978-5-7556-0562-5

Překlady do češtiny
- Jelena Osipovová. SOCIOLOGIE EMILA DURKHEIMA. In: KON, Igor. Dějiny buržoazní sociologie 19. a začátku 20. století. Praha: Svoboda, 1982. S. 225–276.
- Jelena Osipovová. SOCIOLOGICKÝ SYSTÉM VILFREDA PARETA. In: KON, Igor. Dějiny buržoazní sociologie 19. a začátku 20. století. Praha: Svoboda, 1982. S. 336–359.